# Jeneffe (Havelange)
Pour les articles homonymes, voir Jeneffe.
Jeneffe (en wallon Gngnefe) est une section de la commune belge de Havelange située en Région wallonne dans la province de Namur.
C'était une commune à part entière avant la fusion des communes de 1977.

## Évolution démographique
- Source: DGS, 1831 à 1970=recensements population, 1976= habitants au 31 décembre